# System Shock 2
System Shock 2 è un videogioco sparatutto in prima persona, sequel di System Shock del 1994. È stato sviluppato dalla Looking Glass Studios e dalla Irrational Games, ed è stato pubblicato l'11 agosto 1999 dalla Electronic Arts.

## Trama
Il gioco inizia nel 2114, 42 anni dopo gli eventi di System Shock, e le vicende prendono le mosse dal viaggio inaugurale dell'astronave Von Braun costruita dalla TriOptimum nel suo viaggio alla velocità della luce verso l'ignoto, al fine di popolare nuovi spazi utili allo sviluppo ed al progresso dell'umanità. Assieme ad una astronave militare della Unified National Nominate (UNN), la Rickenbacker.
Il giocatore impersonerà un cittadino che si arruolerà in tre diverse specialità militari (se ne dovrà scegliere una all'inizio), che verrà dotato di impianti cibernetici, come scoprirà una volta bruscamente svegliato dal suo sonno criogenico a bordo della nave.
Qualcosa di terribile è successo all'equipaggio dell'astronave: infatti una famiglia di organismi parassitari (definiti nel gioco come Many) sembra aver preso il controllo, infestando gli esseri umani e danneggiando il computer di bordo. Ma dietro l'entità biologica aliena si cela l'ombra di un'intelligenza artificiale: SHODAN.
Il giocatore dovrà dunque eliminare SHODAN, intraprendendo un viaggio che lo porterà letteralmente ad esplorare la nave in tutti i suoi angoli, guidato dalla misteriosa dottoressa Polito.

## Modalità di gioco

Il ponte di comando Command Bridge, l'ultima parte della Von Braun, prima di passare al Rickenbacker

Il gioco, che condivide lo stesso stile di gameplay, ha un'impostazione a tema horror-fantascientifico, che incorpora un gran numero di elementi comunemente visti in un videogioco di ruolo. Il gioco cerca quindi di seguire il predecessore, combinando con maestria gli elementi di uno sparatutto in prima persona sci-fi con quelli di un videogioco di ruolo. In System Shock 2, il giocatore ha un certo numero di abilità varie che cambiano radicalmente il modo di giocare, a seconda che il giocatore decida di sviluppare una o piuttosto un'altra abilità.
Il protagonista può, all'inizio del gioco, decidere fra 3 carriere: un abile combattente Marine, un Tecnico della Marina o Agente OSA con poteri psichici. Scegliendo una qualsiasi delle carriere, il giocatore può ulteriormente migliorare le proprie abilità prima di giocare. Durante il gioco, poi, le abilità possono essere rimigliorate con i moduli cibernetici, da "spendere" alle Upgrade Station. Grazie a ciò, System Shock 2 offre la possibilità di essere giocato più volte, e forza il giocatore a pensare alle proprie scelte.
Sotto questi aspetti, System Shock 2 ha molte caratteristiche in comune con i videogiochi di ruolo, così come ne ha con gli sparatutto in prima persona. Alcune armi, per essere impugnate, richiedono una certa padronanza di varie abilità, e oltretutto, le armi si rompono molto in fretta se usate continuamente. Vanno quindi mantenute con speciali "Hypo" reperibili durante il gioco, esaminando i vari corpi dei nemici.
Il sistema di controllo, poco intuitivo nel primo System Shock, è stato semplificato e adattato anche ai principianti: gli oggetti trovati all'interno dei cadaveri possono essere inseriti nell'inventario con semplice clic sinistro del mouse. Comunque, il mirino è bloccato al centro dello schermo, come in tutti gli sparatutto, con la differenza che, quando si apre l'inventario o si esamina un cadavere, il mirino diventa un cursore, con cui è possibile interagire con gli oggetti visualizzati.

## Personaggi
Ci sono alcuni personaggi non giocanti in System Shock 2, alcuni ostili, altri molto utili.
- SHODAN (Sentient Hyper-Optimised Data Access Network): SHODAN va dalla sua apparente difesa della Cittadella di System Shock alla voglia di assoggettare il giocatore, per aiutarla a rimettere in riga il Many, sua creazione, che le si è ribellato contro mentre lei era "svenuta" dopo l'esplosione della Cittadella.
- Many: creato da SHODAN su Tau Ceti V dopo l'esplosione della Cittadella, si è incredibilmente evoluto, ha infestato l'astronave, e ora mira ad esautorare SHODAN.
- Dottoressa Janice Polito: Il personaggio più utile nella Von Braun, risiede nel Ponte Operazioni. Aiuta il giocatore tempestandolo di utili consigli sugli obiettivi da svolgere.
- Xerxes: Chiamato come il re persiano, è il computer-cervello della Von Braun. A volte sarà utile al giocatore, ma altre volte impedirà alla dottoressa Polito di accedere ad alcuni complessi di dati.

## Patch e modifiche non ufficiali
Sebbene per il gioco venne distribuita un'unica patch ufficiale, la 1.5 che sistema molti bug e aggiunge una modalità multiplayer cooperativa, ne venne creata un'altra non ufficiale, la 2.46 ad opera dei fan, che apporta le migliorie della 1.5, corregge ulteriori bugs ed introduce alcune nuove funzionalità.
Sono stati inoltre realizzati, sempre ad opera dei fan, alcuni add-on:
- SHTUP (Shock Textures Upgrade Project), che aggiorna le texture originali con altre a maggior risoluzione.
- Rebirth, che migliora la qualità visiva di vari NPC e nemici.
- JockeNoSpidersPatch, rimuove i ragni dal gioco, con il beneficio dei giocatori aracnofobi.

È disponibile una versione del gioco completamente riadattata per l'architettura Win Xp, 7 & 8 presso alcuni negozi online di videogiochi in digital delivery.

## Accoglienza
System Shock 2 non è stato un grande successo commerciale sebbene sia stato premiato dalla critica di settore, vincendo numerosissimi riconoscimenti come miglior gioco dell'anno.
La rivista statunitense di videogiochi PC Gamer ha eletto System Shock 2 Gioco dell'anno 1999, definendolo "Miglior gioco per PC di sempre", titolo che prima d'ora era appartenuto soltanto ad Half-Life e successivamente a Crysis.

## Sequel
Il 14 dicembre 2015, 16 anni dopo l'uscita di System Shock 2, venne ufficialmente annunciato il sequel System Shock 3, che avrebbe dovuto essere sviluppato da OtherSide Entertainment. L'11 settembre 2019 venne mostrato un trailer che mostra il gioco ancora in versione pre-alpha. Nel maggio 2020, dopo aver rassicurato che il progetto era ancora in lavorazione, la software house ha annunciato di aver ceduto i diritti di pubblicazione del gioco alla multinazionale Tencent. 
Nel 2022 è stato dichiarato che il primo progetto è stato in lavorazione nel 2018-2019, ma lo sviluppo di questa versione è stato abbandonato.
La Irrational Games ha sviluppato nel 2007 un seguito ideale, BioShock, che ha avuto a sua volta un sequel, BioShock 2.